# Eugénie Grandet (téléfilm)
Pour les articles homonymes, voir Eugénie Grandet (homonymie).

Eugénie Grandet est un téléfilm français de Jean-Daniel Verhaeghe diffusé en 1994, adapté du roman éponyme de Honoré de Balzac.

## Fiche technique
- Titre : Eugénie Grandet
- Réalisation : Jean-Daniel Verhaeghe
- Scénario : Pierre Moustiers, d'après le roman de Honoré de Balzac
- Musique originale : Michel Portal
- Photographie : Marc Quilici, Gérard Vigneron
- Montage : Bernard Morillon
- Décors : Michel Blaise
- Costumes : Marie-Christine Casse, Anne-Marie Markarian
- Durée : 90 min.
- Diffusion : 12 février 1994

## Distribution
- Alexandra London : Eugénie Grandet
- Jean Carmet : Félix Grandet
- Jean-Claude Adelin : Charles Grandet
- Dominique Labourier : madame Grandet
- Claude Jade : Lucienne des Grassins
- Pierre Vernier : monsieur des Grassins
- Olivier Delor : Adolphe des Grassins
- Rose Thierry : Nanon
- Pascal Elso : Bonfons Cruchot
- Bernard Haller : l'abbé Cruchot
- Sacha Briquet : maître Cruchot

## Extrait d’un dialogue
La jolie Lucienne des Grassins veut marier son fils Adolphe à la fille de Grandet, Eugénie. Quand Charles, le cousin d'Eugénie, arrive à Saumur, elle dit :

« Monsieur, si vous voulez nous faire l'honneur de venir nous voir, vous ferez très certainement autant de plaisir à mon mari qu'à moi. Notre salon est le seul dans Saumur où vous trouverez réunis le haut commerce et la noblesse: nous appartenons aux deux sociétés, qui ne veulent se rencontrer que là parce qu'on s'y amuse. Mon mari, je le dis avec orgueil, est également considéré par les uns et par les autres. Ainsi, nous tâcherons de faire diversion à l'ennui de votre séjour ici. Si vous restiez chez monsieur Grandet, que deviendriez-vous, bon Dieu ! Votre oncle est un grigou qui ne pense qu'à ses provins, votre tante est une dévote qui ne sait pas coudre deux idées, et votre cousine est une petite sotte, sans éducation, commune, sans dot, et qui passe sa vie à raccommoder des torchons. »

## Récompenses
7 d'or 1995
- 7 d'or du meilleur acteur pour Jean Carmet
- 7 d'or de la meilleure musique pour Michel Portal